# Leopold Godowski
Leopold Godowski (in russo Леопольд Годовский?, Leopol'd Godovskij; Vilnius, 13 febbraio 1870 – New York, 21 novembre 1938) è stato un compositore, pianista e insegnante lituano naturalizzato statunitense.

## Biografia
Nacque in Lituania, allora parte dell'Impero russo, in una famiglia di origine ebraica e di lingua polacca, e nel 1891 prese la nazionalità statunitense.
Studiò musica dall'età di quattordici anni, dapprima a Berlino sotto la guida di Ernst Rudorff, poi in America, dove compì anche un tour, e infine a Parigi, dal 1886, visto che era tramontata l'ipotesi di recarsi a Weimar come allievo di Franz Liszt, dovuta alla sua morte.
La sua carriera di insegnante incominciò nel 1890 al New York College of Music. Durante la sua permanenza newyorkese, si sposò con Frieda Saxe e l'anno seguente ottenne la cittadinanza statunitense. Nel 1894 si trasferì al Broad Street Conservatory a Filadelfia, e in seguito, nel 1895 al Chicago Conservatory, dove assunse un ruolo direttivo, guidando il corso di pianoforte. Fu tra gli insegnanti di Heinrich Neuhaus.
Dopo aver realizzato un tour europeo, nel 1900, scelse di fermarsi a Berlino, dove divise il suo impegno tra l'insegnamento e l'attività concertistica. Dal 1909 al 1914, si spostò a Vienna per diffondere le sue conoscenze e la sua maestria all'Accademia musicale di Vienna. Dal 1914 la sua carriera è proseguita negli Stati Uniti d'America dove ha svolto anche l'attività di concertista.
La tecnica musicale di Godowsky venne efficacemente sintetizzata da Arthur Rubinstein, che la descrisse così: «Mi ci vorrebbero 500 anni per impadronirmi di meccanismi tecnici simili a quelli di Godowsky».
Fu un grande amico di Albert Einstein.
Nel 1929, come tanti altri cittadini degli Stati Uniti, subì un grave dissesto finanziario a causa della Grande crisi.
Gli ultimi anni della sua vita furono costellati da eventi drammatici familiari, come il suicidio del figlio minore e la morte della moglie, e anche internazionali, come la situazione politica europea. Interruppe la sua attività di compositore e pochi anni dopo morì a causa di un cancro allo stomaco.
Tra le sue composizioni si ricordano soprattutto le musiche per pianoforte, caratterizzate da ricche armonie cromatiche e ingegnose soluzioni tecniche. Come compositore, Godowsky è stato meglio conosciuto per le sue parafrasi di pezzi per pianoforte di altri compositori, che ha arricchito con ingegnose ideazioni contrappuntistiche e ricche armonie cromatiche. La sua opera più famosa in questo genere è i 53 Studies on Chopin's Études (1894-1914).
I pianisti che hanno eseguito frequentemente Godowsky sono Boris Vadimovič Berezovskij, Konstantin Scherbakov, Marc-André Hamelin, Francesco Libetta e Emanuele Delucchi.
Altre importanti trascrizioni di Godowsky includono Renaissance (1906-1909), una raccolta che comprende arrangiamenti di musica di Rameau e Lully, 12 Schubert Songs (1927) e sei trascrizioni della musica di Bach per violoncello e violino, arrangiata per pianoforte, ma con voci complementari.
Le composizioni di Godowsky hanno avuto una certa influenza su Maurice Ravel e Sergej Sergeevič Prokof'ev.